# Franck Biancarelli
Pour les articles homonymes, voir Biancarelli.
Franck Biancarelli est un dessinateur français de bande dessinée, né le 1er septembre 1967 à Marseille.

## Biographie

### Enfance et formation
Il est né le 1er septembre 1967.

### Carrière
D'abord professeur vacataire de mathématiques, il entre dans le milieu de la bande dessinée avec le soutien de Christian Rossi, grâce auquel il a appris les bases de cet art[réf. nécessaire].
Son style reflète l'influence d'auteurs essentiellement américains, en particulier Alex Toth, José Luis García-López, mais également Noel Sickles, Milton Caniff, et plus généralement, tous les auteurs « classiques » des comics[réf. nécessaire].
Il publie en 1996 son premier album sur un scénario de Dominique Latil. Il travaille ensuite avec Jean-Charles Gaudin pour la série Galfalek. Suit le premier tome de sa nouvelle série, Le Livre des destins, sur un scénario de Serge Le Tendre, dont le 2e tome sera sélectionné au festival d’Angoulême[réf. souhaitée].
En 1997, il publie son premier album, L'Héritier du trône, tome 1 de la série Argyll de Maracande, sur un scénario de Dominique Latil.
En 2006 et 2008, il participe notamment aux collectifs Paroles de poilus.
Par la suite il publiera, entre autres, pour Dargaud, Glénat ou Le Lombard ainsi qu'aux états unis pour Dak Horse[réf. nécessaire].
Il a aussi participé à la renaissance du journal Metal hurlant en 2021 et au numéro spécial 77 ans du Journal de Tintin en 2023[réf. nécessaire].
Il a enfin produit toute sorte de bandes dessinées et illustrations à caractère institutionnel pour Citroën, Chronopost ou la Commission Européenne, par exemple[réf. nécessaire].

## Œuvres publiées
Lorsque les rôles ne sont pas précisés, Biancarelli est le dessinateur de ces albums et son ou ses collaborateurs indiqués en sont scénaristes.
- Argyll de Maracande, Soleil :

1. L’Héritier du trône, avec Dominique Latil, 1997.
2. La Traque, avec Herlé,  1998.

- Galfalek, avec Jean-Charles Gaudin, Soleil :

1. Le Gant de l’oubli, 1999[4]
2. Le Cercle, 2001.
3. Les Hauts-Murs, 2002.
4. Le Crépuscule des rois, 2005.

- Le Livre des destins, avec Serge Le Tendre, Soleil, coll. « Latitudes » :

1. Le Premier Pas, 2004[5]
2. La Métamorphose, 2008.
3. Silverman, 2009.
4. L’Autre, 2011.
5. La Dernière Page, 2013.

- (en) « Daily Hyborian Life », avec John Arcudi, dans Robert E. Howard's Savage Sword no 8, Dark Horse Comics, août 2014.
- Le Circuit Mandelberg, avec Denis Robert, Dargaud, 2015.
- Grand Est, d'après le roman Vue imprenable sur la folie du monde de Denis Robert, Dargaud, 2016[6],[7],[8].
- Infinity 8, t. 6 : Connaissance ultime, avec Lewis Trondheim et Emmanuel Guibert, Rue de Sèvres, 2018.
- Une erreur de Parcours, avec Denis Robert, Dargaud, 2019[9],[10]
- Karmela Krimm, avec Lewis Trondheim, Le Lombard :

1. Ramdam Blues, 2020[11]
2. Neige écarlate, 2022

- Nous sommes tous anges gardiens : Le Quartier des Innocents (dessin), avec Laurent Gnoni (dessin) et Toldac (scénario), Glénat, coll. « Les Nouvelles Routes de soi », 2020[12]  (ISBN 978-2-344-03008-0).